# Széky János
Széky János (?, 1954 –) újságíró, lapszerkesztő és műfordító.
Közíró, József Attila-díjas műfordító, az És rovatvezetője, a Parameter.sk kolumnistája, Pynchon-mániás műfordító, igazsághajhász.
Az ELTE-re járt 1973 és 1978 között. Az Élet és Irodalom című politikai és kulturális hetilap külügyi szerkesztője és munkatársa. A Bárányvakság (2015) című könyv szerzője, amely az Orbán Viktor önkényuralmi rendszerét eredményező és alakító 20. századi történelmi tényezőkről szóló esszé. Fordított többek között Thomas Pynchon, Norman Mailer és Don DeLillo amerikai szépirodalmi műveket, valamint politikáról, zenéről és kultúrtörténetről szóló tényirodalmi könyveket. Kéthetente beszélgetőműsort vezet a Tilos Rádió független rádióállomáson, és rendszeresen kommentál a Parameter.sk (Dunajská Streda, Szlovákia) című lapnak. Olyan cseh, szlovák és lengyel lapok és folyóiratok munkatársa, mint a Respekt (Prága), az Sme (Pozsony) vagy az Új Kelet-Európa (Krakkó).

## Könyvei
- Britannica Hungarica világenciklopédia (szerkesztő) · ISBN 963-7815-80-5
- A. Fodor Ágnes / Gergely István / Nádori Attila / Sótyné Mercs Erzsébet / Széky János: Uralkodók és dinasztiák – Magyar Világ, Budapest, 2001 · ISBN 9639075124
- Bárányvakság : hogyan lett ilyen Magyarország? – Kalligram, Budapest, 2015 · ISBN 9786155454738
  - – 2017 · ISBN 978-963-468-004-8

## Fordításai
- Michael de Larrabeiti(wd): A tisztelendő üzlete (The Hollywood takes) – Maecenas / Rege, Budapest, 1989 · ISBN 9630269899
- Thomas Pynchon: A 49-es tétel kiáltása (The Crying of Lot 49) – Európa, Budapest, 1990 · ISBN 963075181X
  - – Magvető, Budapest, 2007 · ISBN 9789631426205
- John le Carré: Ébresztő a halottnak (Call for the Dead) – Kolonel / Láng, Budapest, 1990 · ISBN 9637910166
- Nick Cave: És meglátá a szamár az Úrnak angyalát (And the Ass Saw the Angel) – Holnap, Budapest, 1992 · ISBN 9633450985
  - – Ulpius-ház, Budapest, 2003 · ISBN 9639475548
- Mary Renault: A királynak meg kell halnia (The King Must Die) – Holnap, Budapest, 1992 · ISBN 9633450721
- Jude Welton: Impresszionista kertek (Impressionist gardens) – Pesti Szalon, Budapest, 1993 · ISBN 9636051011
- Iain Zaczek: Az impresszionisták (The impressionists) – Pesti Szalon, Budapest, 1994 · ISBN 9636050449
- Djuna Barnes: Éjerdő (Nightwood) – Kalligram, Pozsony, 1994 · ISBN 8071490482
- Ira Levin: Csókoltat a halál (A Kiss Before Dying) – Magyar Könyvklub, Budapest, 1994 · ISBN 9638224649
- Nathanael West: Sáskajárás / Törtszív kisasszony / Egy kerek milliócska (The Day of the Locust / Miss Lonelyhearts / A Cool Million) – Kalligram, Pozsony, 1995 · ISBN 8071490822 · Fordította: Vándor Vera, Bartos Tibor, Széky János
- Tibor Fischer: A Gógyigaleri (The Thought Gang) – Helikon, Budapest, 1996 · ISBN 9632083938
- Wilbur Smith: Kiálts rá az ördögre (Shout at the Devil) – Delej, Budapest, 1997 · ISBN 9637696849
- Soros György: Én vagyok a Soros (Soros on Soros Staying ahead of the curve) – Pesti Szalon, 1997 · ISBN 9789636051860
- Michael Allaby(wd) / Neil Curtis: Bolygónk, a Föld (Planet Earth) – Elektra, Budapest, 1997  · ISBN 9637314547
  - – Novum, Szeged, 2010  · ISBN 9789638876355
- Norman Mailer: Amerikai álom (An American dream) – Tevan, Békéscsaba, 1999 · ISBN 9637278524
- Alberto Manguel(wd): Az olvasás története (A history of reading) – Park, Budapest, 2001 · ISBN 9635305109
- Christoph Wolff(wd): Johann Sebastian Bach : A tudós zeneszerző (Johann Sebastian Bach) – Park, Budapest, 2004 · ISBN 9635306393
- Louis Weber: A holokauszt krónikája (The Holocaust chronicle) – Park, Budapest, 2004 · ISBN 9635306342 · Fordította: Novák György, Perczel István, Szántó Judit, Széky János
- Robin Wasserman: Az iskola szelleme (Ghost school) – Media Service Zawada, Szombathely, 2008 · ISBN 9789638673763
- Vladimir Nabokov: A szem / A bűvölő (The Eye / The Enchanter) – Európa, Budapest, 2009 · ISBN 9789630787468 · Fordította: Széky János, Szilágyi Mihály
- Oliver Sacks: Fél lábbal a földön (A leg to stand on) – Park, Budapest, 2007 · ISBN 9789635302567
- Thomas Pynchon: Súlyszivárvány (Gravity's Rainbow) – Magvető, Budapest, 2009 · ISBN 9789631426748
- Jü Hua: Testvérek (兄弟 / Xiōngdì) – Magvető, Budapest, 2010 · ISBN 9789631428483
- Irvin D. Yalom(wd) / Robert L. Brent: Szólok a rendőrnek (I'm Calling the Police) – Park, Budapest, 2012 · ISBN 9789633550083
- John le Carré: Törékeny igazság (A Delicate Truth) – Agave Könyvek, Budapest, 2013 · ISBN 9786155272646
- Niall Leonard: Zúzógép (Crusher) – Maxim, Szeged, 2014 · ISBN 9789632612911
- Roland Huntford(wd): Scott és Amundsen (The Last Place on Earth) – Park, Budapest, 2014 · ISBN 9789633551127
- Mitch Cullin(wd): Mr. Holmes (A Slight Trick of the Mind) – Agave Könyvek, Budapest, 2016 · ISBN 9786155522307
- Celeste Ng: Amit sohase mondtam el (Everything I Never Told You) – Európa, Budapest, 2016 · ISBN 9789634054016
- Don DeLillo: Nulla K (Zero K) – Jelenkor, Budapest, 2020 · ISBN 9789636769659
- Ivan Krasztev / Stephen Holmes: A fény kialszik : A liberális demokrácia válságáról (The light that failed) – Park, Budapest, 2021 · ISBN 9789633556597
- Ivan Krasztev: Európa után (After Europe) – MCC Press, 2022  · ISBN 9786156351098